# Ролстон (Оклахома)
Ролстон (англ. Ralston) — місто (англ. town) в США, в окрузі Поні штату Оклахома. Населення — 266 осіб (2020).

## Географія
Ролстон розташований за координатами 36°30′13″ пн. ш. 96°44′15″ зх. д. / 36.50361° пн. ш. 96.73750° зх. д. (36.503537, -96.737538).  За даними Бюро перепису населення США в 2010 році місто мало площу 1,18 км², уся площа — суходіл.

## Демографія
Згідно з переписом 2010 року, у місті мешкало 330 осіб у 127 домогосподарствах у складі 95 родин. Густота населення становила 280 осіб/км².  Було 170 помешкань (144/км²).
Расовий склад населення:
| - 79,1 % — білих - 13,3 % — корінних американців - 0,9 % — чорних або афроамериканців |

До двох чи більше рас належало 6,4 %. Частка іспаномовних становила 3,3 % від усіх жителів.
За віковим діапазоном населення розподілялося таким чином: 24,8 % — особи молодші 18 років, 60,0 % — особи у віці 18—64 років, 15,2 % — особи у віці 65 років та старші. Медіана віку мешканця становила 41,9 року. На 100 осіб жіночої статі у місті припадало 108,9 чоловіків;  на 100 жінок у віці від 18 років та старших — 101,6 чоловіків також старших 18 років.
Середній дохід на одне домашнє господарство  становив 46 815 доларів США (медіана — 38 000), а середній дохід на одну сім'ю — 52 285 доларів (медіана — 40 972). Медіана доходів становила 41 071 долар для чоловіків та 21 875 доларів для жінок. За межею бідності перебувало 21,6 % осіб, у тому числі 39,5 % дітей у віці до 18 років та 9,8 % осіб у віці 65 років та старших.
Цивільне працевлаштоване населення становило 135 осіб. Основні галузі зайнятості: роздрібна торгівля — 19,3 %, освіта, охорона здоров'я та соціальна допомога — 15,6 %, сільське господарство, лісництво, риболовля — 11,1 %, фінанси, страхування та нерухомість — 10,4 %.